# Oligoastrocitoma
Os oligoastrocitomas são uma categoria de tumores cerebrais de origem celular mista: astrocitoma e oligodendroglioma.